# Cmentarz wojenny nr 97 – Stróżówka
Cmentarz wojenny nr 97 – Stróżówka – cmentarz z I wojny światowej, zaprojektowany przez Hansa Mayra znajdujący się we wsi Stróżówka w powiecie gorlickim, w gminie Gorlice. Jeden z ponad 400 zachodniogalicyjskich cmentarzy wojennych zbudowanych przez Oddział Grobów Wojennych C. i K. Komendantury Wojskowej w Krakowie. Należy do III Okręgu Cmentarnego Gorlice.
Na cmentarzu pochowano 343 żołnierzy w 28 mogiłach zbiorowych:
- 37 żołnierzy austro-węgierskich
- 241 żołnierzy niemieckich
- 65 żołnierzy rosyjskich

poległych w maju 1915 na głównej linii frontu.

## Galeria

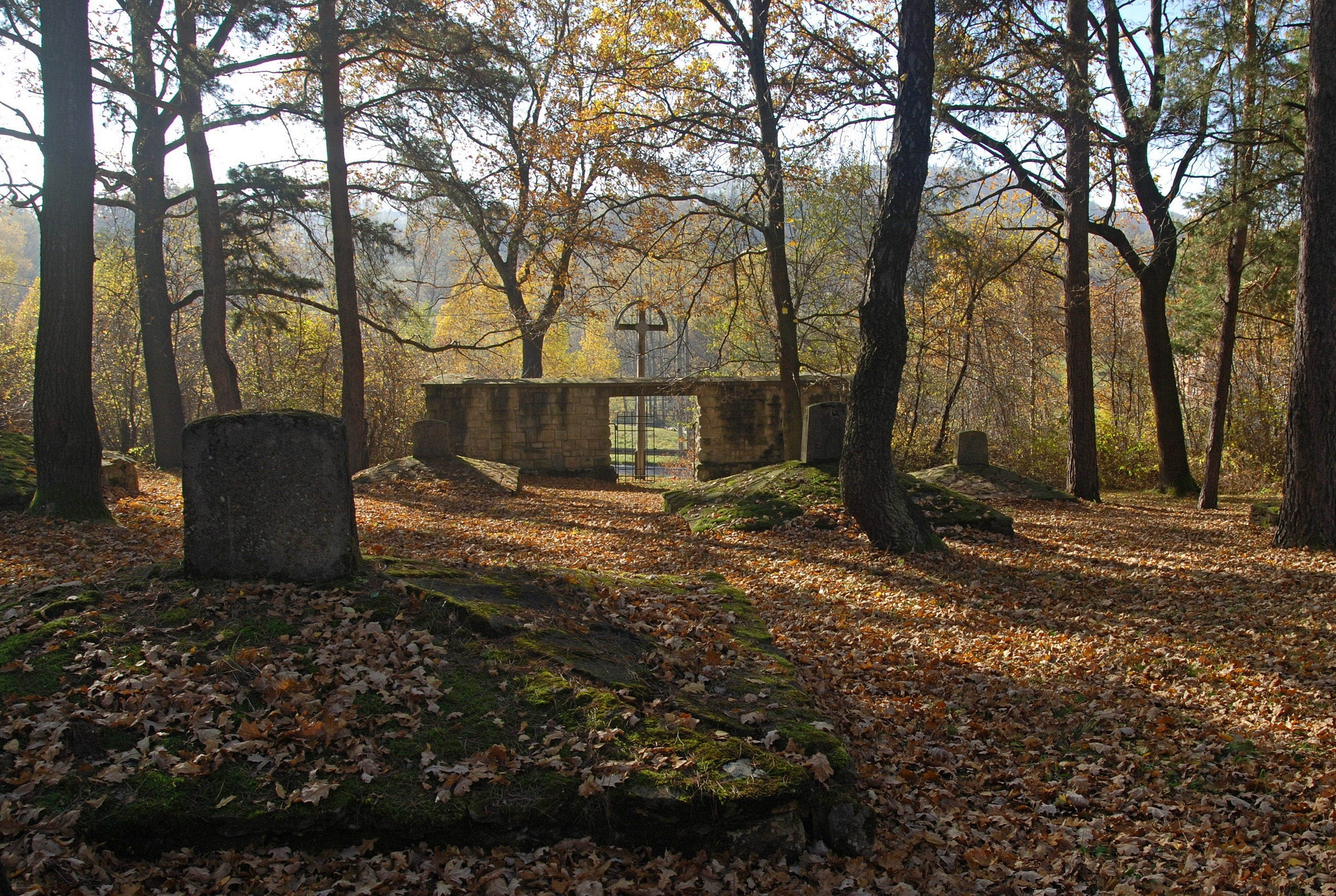
Widok na bramę wejściową
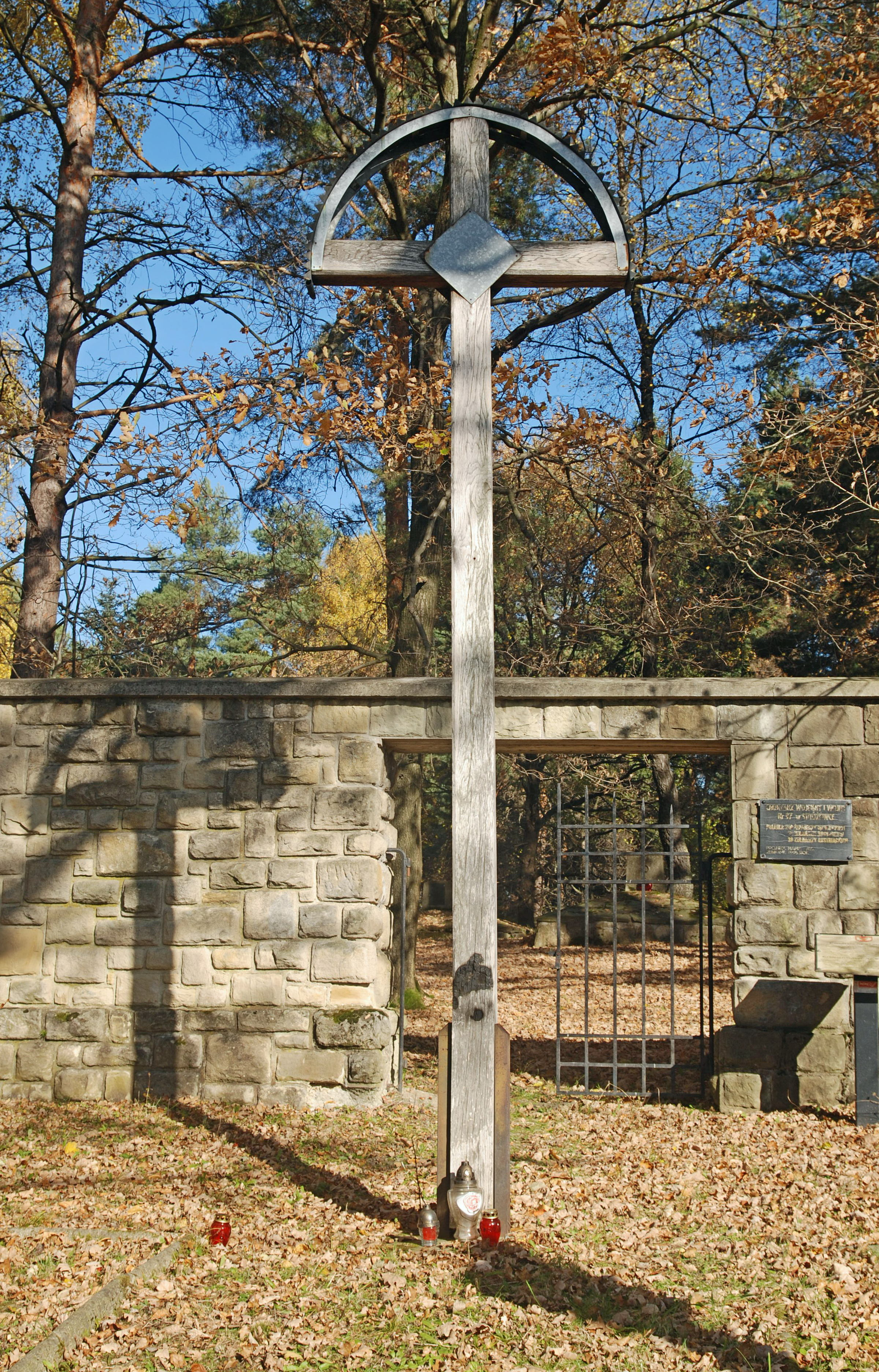
Pomnik główny
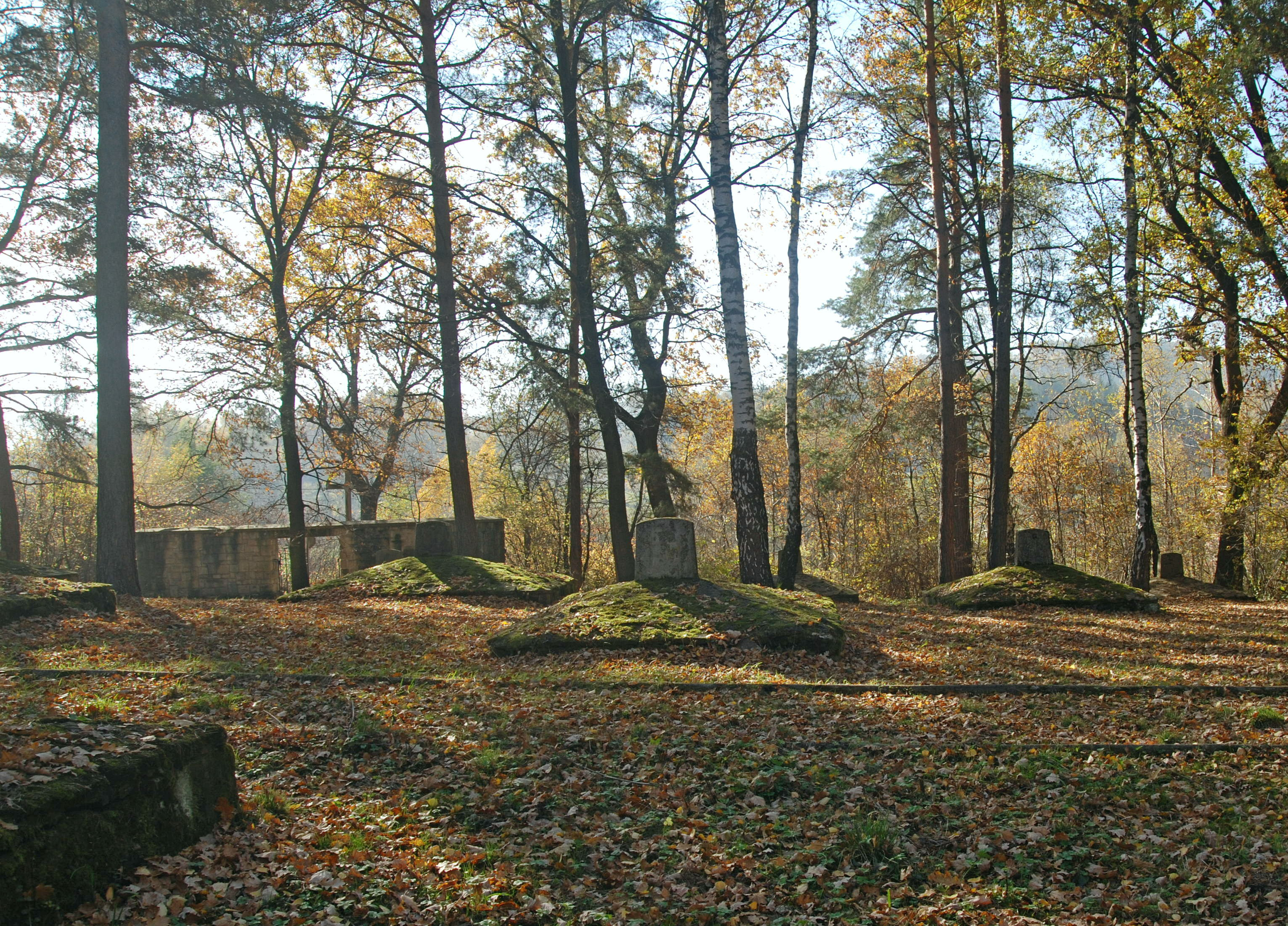
Fragment cmentarza
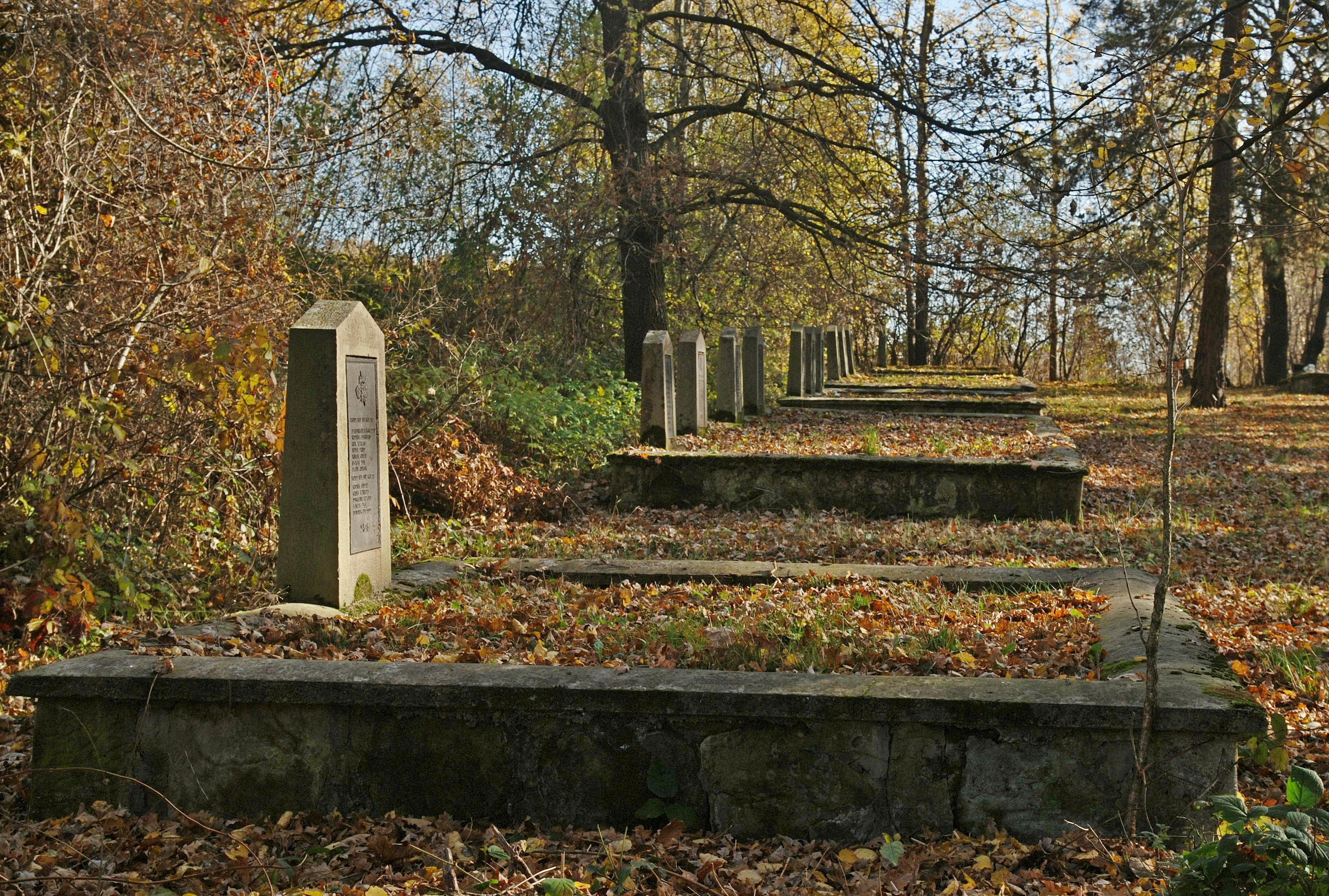
Fragment cmentarza
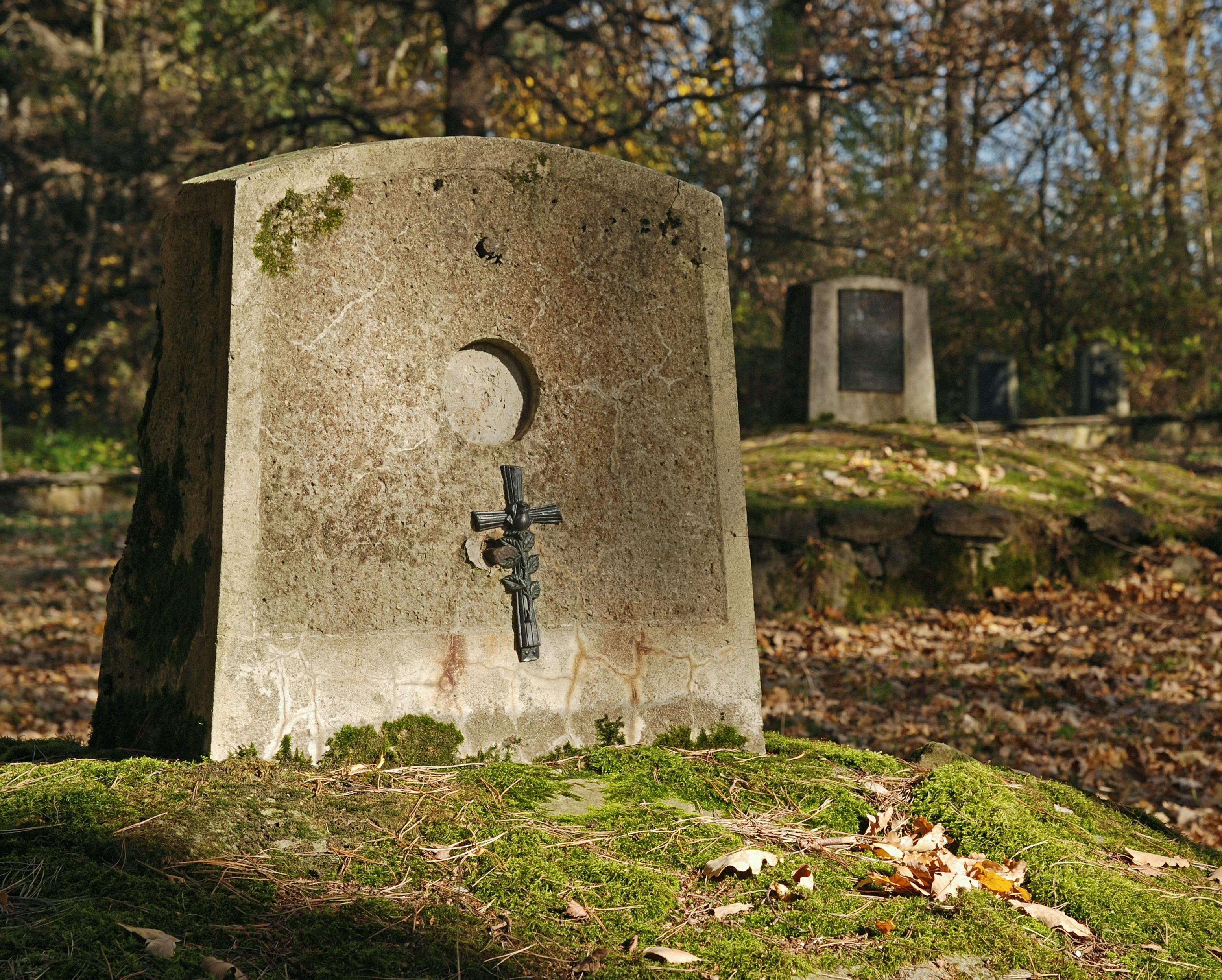
Stela
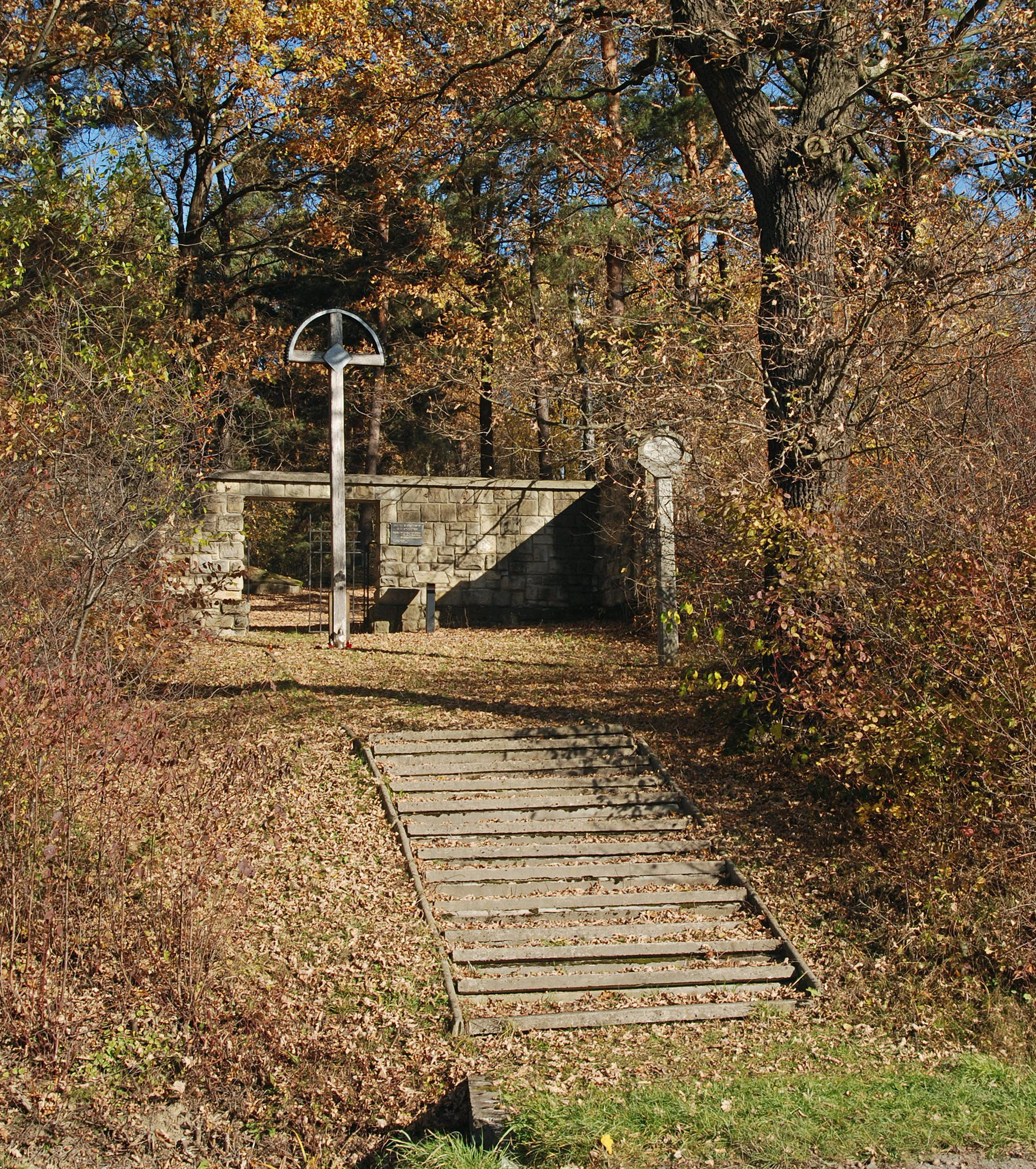
Wejście